# Enzo Carraria
Enzo Carraria (Udine, 29 novembre 1957) è un ex cestista italiano.

## Carriera
Ha giocato in Serie A vestendo le maglie dell'Athletic Genova, Pallacanestro Varese, Celana Bergamo e Pallacanestro Torino, Sporting Club Montecatini, quest'ultima nell'anno in cui la squadra termale raggiunse la promozione in A2. Ha concluso la carriera nelle serie minori, militando nella squadra di Casorate Sempione.

## Palmarès
- Coppa dei Campioni: 2

Pall. Varese: 1974-75, 1975-76
- Coppa delle Coppe: 1

Pall. Varese: 1979-80